# Hrušovský rybník
Hrušovský rybník je rybník v katastru Brandýsa nad Labem o rozloze 7 ha. Rybník slouží jako soukromý rybářský revír. Protéká jím Vinořský potok. Na západě rybník přechází v bažinu, na východě je ohraničen hrází a silnicí.
Na hrázi rybníka stojí Hrušovský mlýn, nazývaný také Rudolfův nebo Netušil.

## Galerie

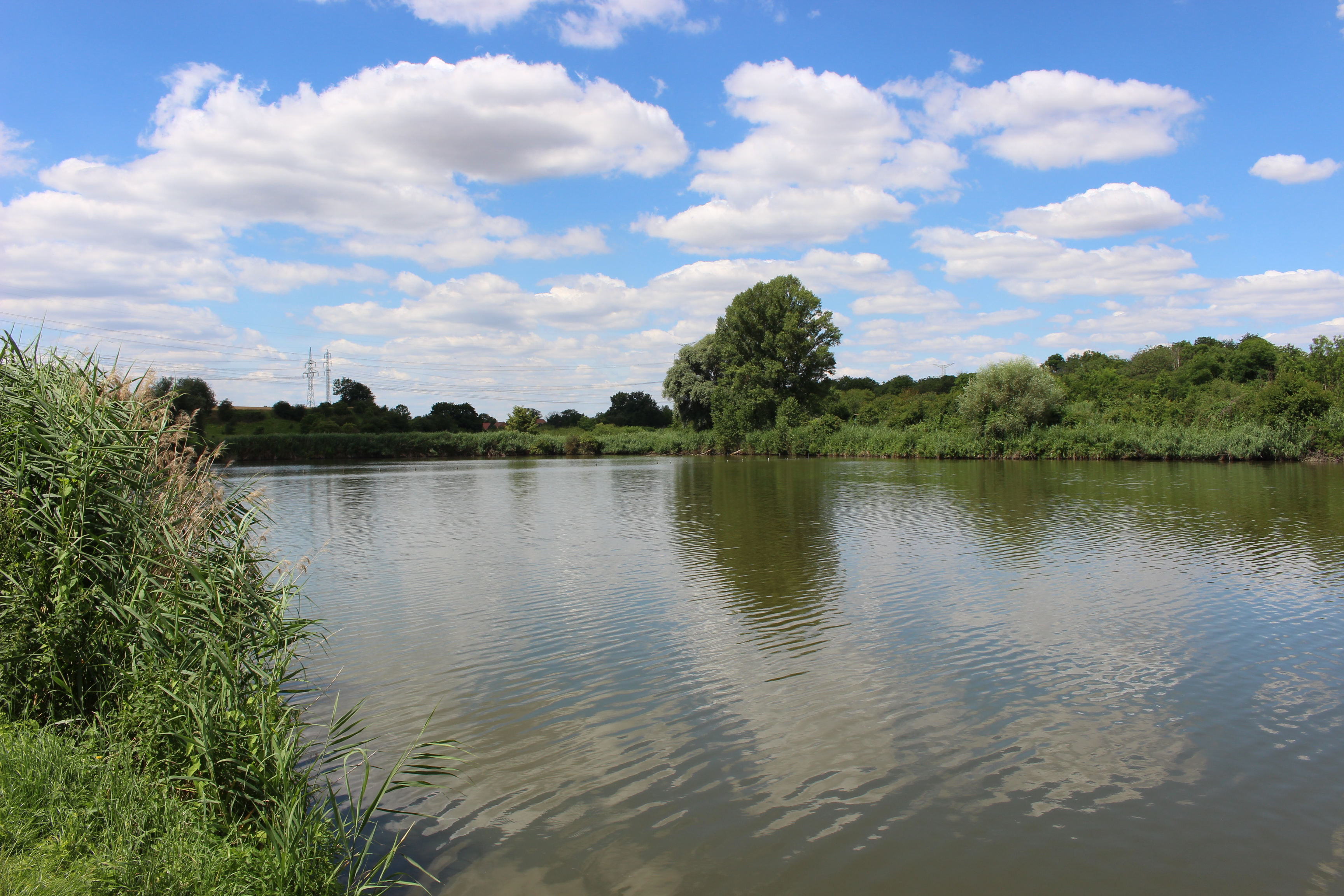
Západní okraj rybníka
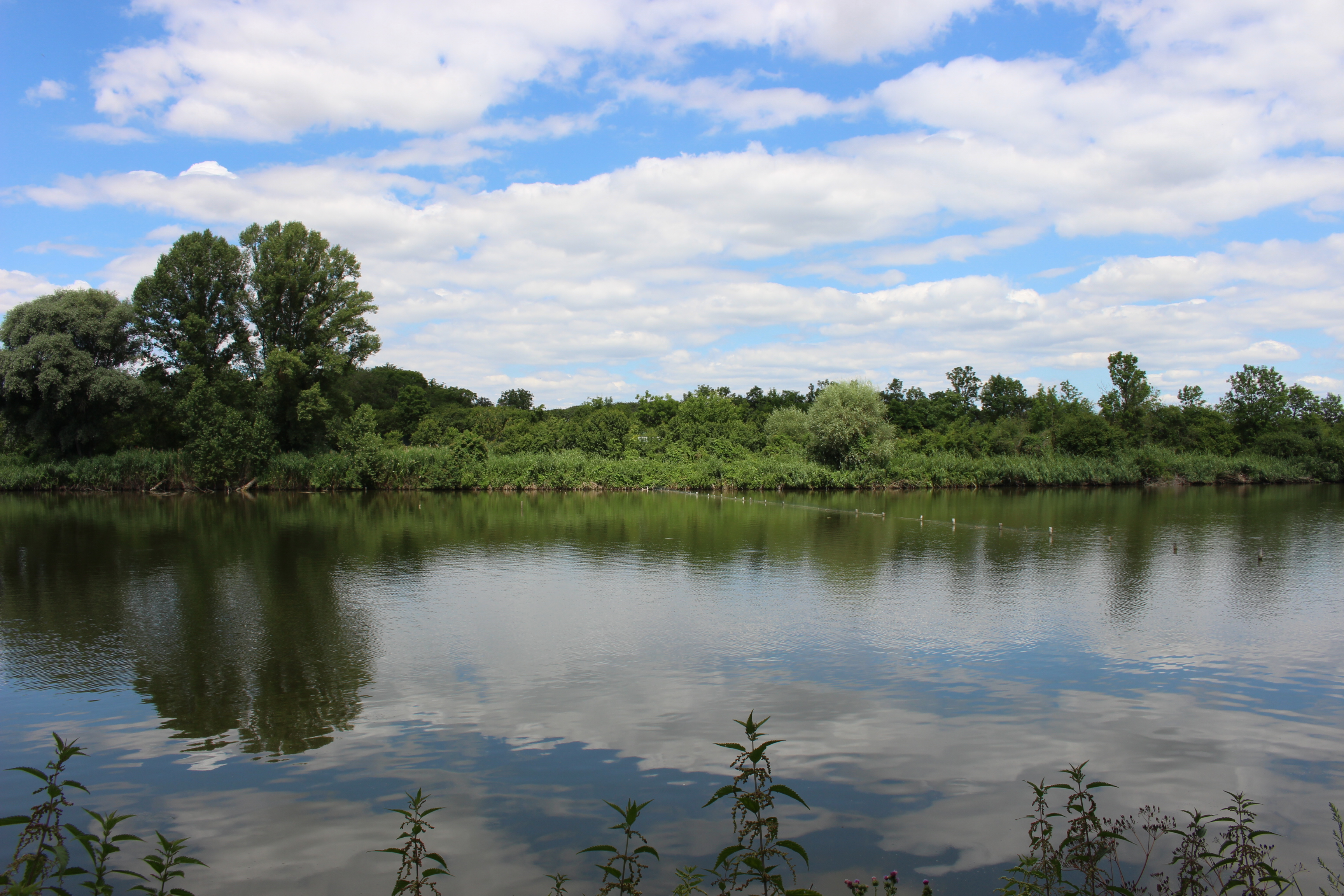
Břeh u západního okraje
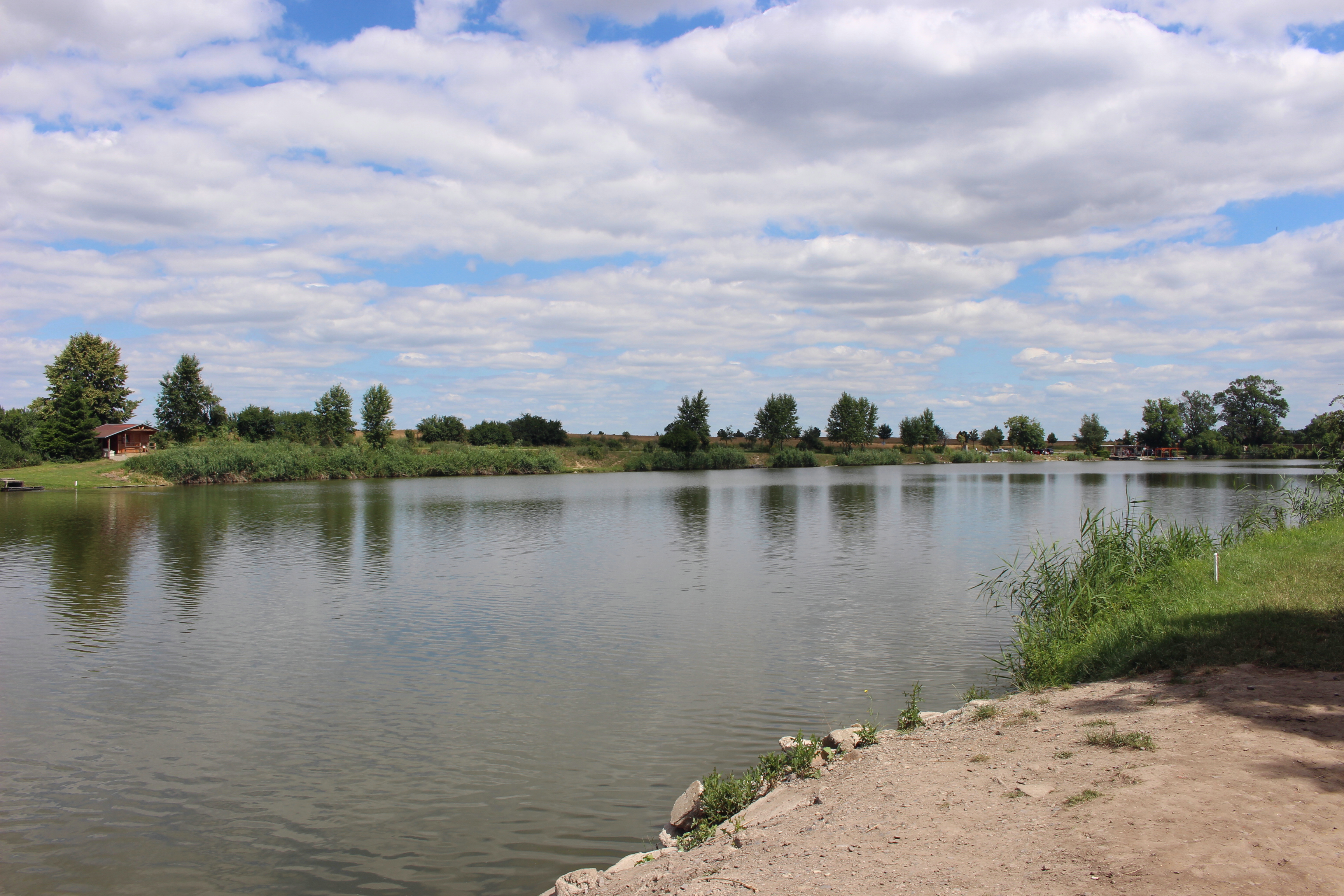
Pohled směrem k hrázi
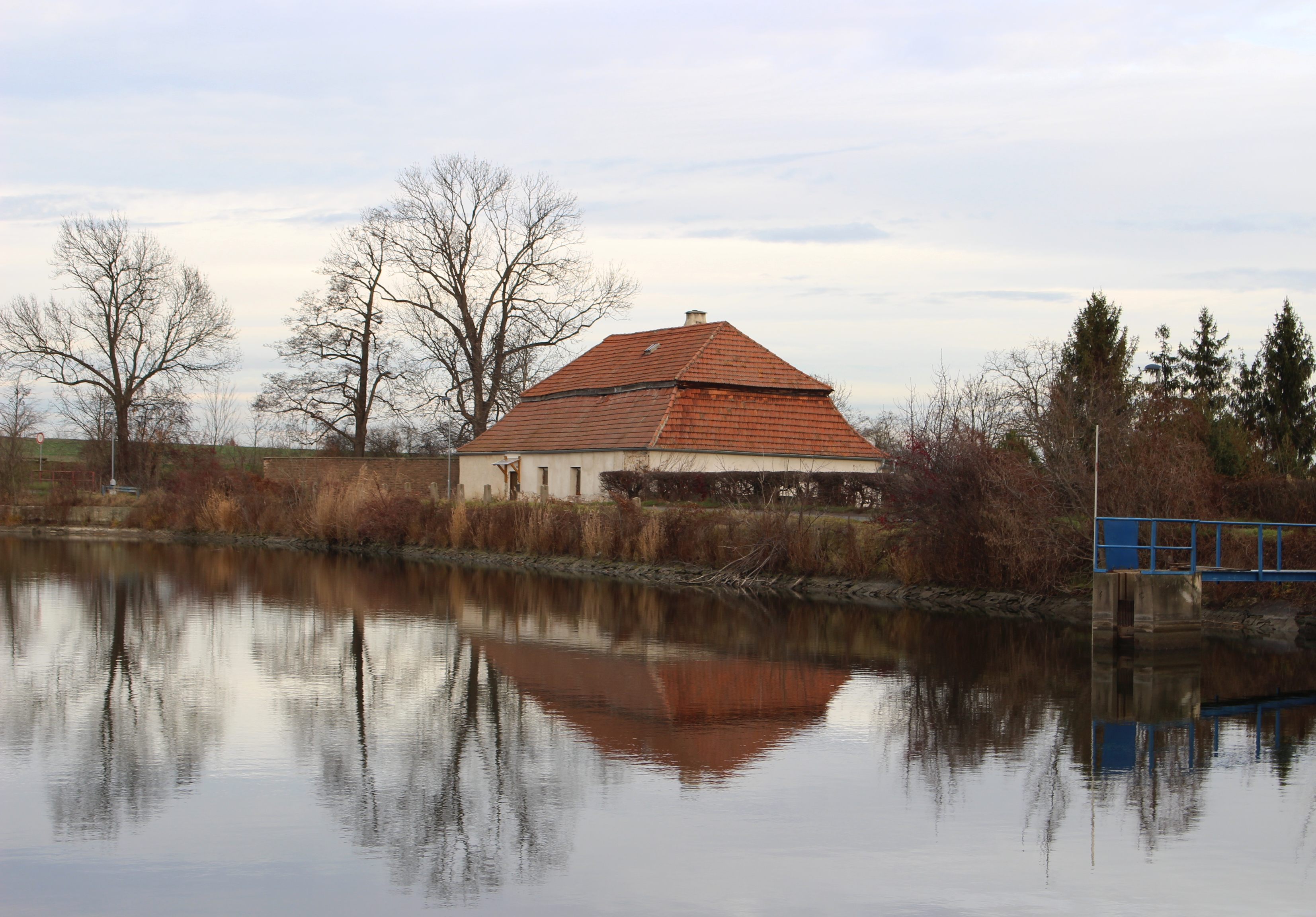
Hrušovský mlýn